# Coromoto Godoy
Coromoto Godoy Calderón (c. 1966) es una diplomática venezolana. Durante su trayectoria diplomática, ha servido como embajadora de los gobiernos de Hugo Chávez y de Nicolás Maduro ante Trinidad y Tobago, India y España. En 2024 fue designada Viceministra para Europa del Ministerio del Poder Popular para Relaciones Exteriores..

## Carrera
Coromoto egresó como abogada en la Universidad Central de Venezuela (UCV), especializándose en análisis, planificación y negociación estratégica en la Universidad Interactiva de Málaga, en España. Ha trabajado en el servicio exterior desde los primeros años del gobierno de Hugo Chávez, desde diciembre de 2000, sirviendo como embajadora de Venezuela en Trinidad y Tobago entre 2012 y 2019 y posteriormente como embajadora en la India entre 2019 y 2022. A finales de 2022 comenzó a desempeñarse como encargada de negocios de Venezuela en España. Después de presentar su documentación como embajadora ante la cancillería española en enero de 2023, Godoy presentó sus credenciales ante el rey Felipe VI en mayo, junto con el embajador designado por Nicaragua en España.